# Rugby Challenge 3
Rugby Challenge 3 (транскр. Рагби челенџ 3) јест рагби симулацијска видео-игра, развијена од стране фирме „Wicked Witch Software”, а објављена од стране фирме „Tru blu entertainment”. Објављена је средином 2016. за рачунаре, PlayStation 3, PlayStation 4 и Xbox 360. Значајна новина у овој игрици, је та што је поред рагбија 15, могуће играти и рагби 7.

## Новине у игри
- Рагби 7
- Побољшана графика
- Лиценцирано најјаче такмичење на свету, чувени Супер рагби
- Лиценциране репрезентације Аустралије, Енглеске, Новог Зеланда и Јужноафричке Републике
- Лиценцирани Кари куп, Енглески премијершип, Митра 10 куп и Национално рагби првенство